# Hoge Mouwtunnel

De Hoge Mouwtunnel in de Belgische gemeente Kasterlee is een 500 meter lange verkeerstunnel onder het natuurgebied Hoge Mouw. De tunnel, met een rijstrook per richting, maakt deel uit van de N19g, de nieuwe verbindingsweg tussen Kasterlee en Geel, die parallel loopt aan de bestaande N19 en deze moet ontlasten. De oude N19 zal op termijn overgedragen worden aan de gemeenten Geel en Kasterlee.
Door de N19g moet er over de oude N19 in de centra van Kasterlee en Ten Aard minder verkeer gaan. Tellingen wijzen uit, dat er op het deeltraject Geelsebaan in 2016 nog 7475 voertuigen reden, tegen 17 228 in 2011. In het bijzonder is het doorgaande verkeer grotendeels verdwenen uit de dorpskernen. De algehele verkeersdruk is met 55% gedaald.
De tunnel is aangelegd in het kader van het Mobiliteitsproject Noord-Zuid Kempen. Voorafgaand aan de opening werd op 9 februari 2014 een rampoefening gehouden door de hulpdiensten, waaraan meer dan 200 mensen deelnamen. De officiële inhuldiging vond plaats op 23 februari 2014 door Hilde Crevits, op 24 februari werden de tunnel en de N19g voor het wegverkeer opengesteld.